# Perdix (máy bay không người lái)
Máy bay không người lái Perdix là chủ đề chính của một dự án thử nghiệm được thực hiện bởi Văn phòng năng lực chiến lược của Bộ Quốc phòng Hoa Kỳ nhằm mục đích phát triển các máy bay không người lái micro tự động được sử dụng để giám sát trên không không người lái.